# Conversione analogico-digitale
La conversione analogico-digitale è un procedimento che associa a un segnale analogico (a tempo continuo e a valori continui) un segnale numerico (tempo discreto e a valori discreti). Questo procedimento oggi è effettuato esclusivamente tramite circuiti integrati dedicati (o circuiti ibridi) che operano con una logica basata sul sistema numerico binario.

## Descrizione
L'idea che sta alla base della digitalizzazione è la seguente: qualsiasi grandezza fisica di interesse (tensione, corrente, pressione, velocità...) viene campionata, ossia misurata ad intervalli di tempo regolari e il valore della misura viene codificato come numero binario; se la grandezza assume diversi valori nel tempo, essa sarà misurata a intervalli regolari, dando luogo ad una sequenza di numeri.

## Fasi
La conversione si può suddividere in quattro operazioni principali:
1. filtraggio del segnale;
2. campionamento del segnale (discretizzazione in tempo), vengono presi in considerazione gli impulsi di grandezza uguale al segnale nell'istante di campionamento;
3. quantizzazione dei campioni (discretizzazione in ampiezza), gli impulsi del segnale campionato vengono assimilati al livello più vicino (1/0);
4. codifica dei campioni quantizzati con un numero di {\displaystyle n} cifre.

Il seguente schema rappresenta il procedimento completo:

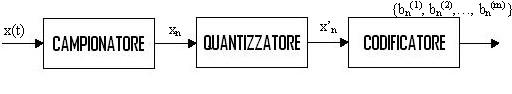